# Nymphas (Nouveau Testament)
Nymphas est une personnalité chrétienne du Ier siècle de genre inconnu, appartenant à l'Église de Laodicée et ayant une maison-église. L'apôtre Paul de Tarse salue Nymphas dans sa Lettre aux Colossiens.

## Biographie
Nymphas est membre de la communauté chrétienne de Laodicée, disciple de l'apôtre Paul et recevant son salut dans sa lettre aux Colossiens. Nymphas accueille dans sa maison-église une assemblée de la communauté chrétienne de Laodicée,,.

## Identité de genre
La salutation que lui adresse Paul et ce qu'il en dit ne permet pas de savoir avec certitude s'il s'agit d'un homme ou d'une femme.

## Fête
La sainteté de Nymphas est reconnue par l'Église catholique et par l'Église orthodoxe. Sa fête est le 28 février,.